# Dürener Turnverein 1847 2014-2015
Questa voce raccoglie le informazioni riguardanti il Dürener Turnverein 1847 nelle competizioni ufficiali della stagione 2014-2015.

## Organigramma societario
Area direttiva
- Presidente: Rüdiger Hein

Area tecnica
- Allenatore: Michael Mücke
- Allenatore in seconda: Stefan Falter
- Assistente allenatore: Kai Niklaus, Jaromir Zachrich
- Scout man: Felix Jülicher

Area sanitaria
- Medico: Manfred Berger, Jörn Hillekamp, Stefan Lukowsky, Gerd Schloemer
- Fisioterapista: Jonas Runge, Anja Zehbe

## Rosa
| N° | Nome                | Ruolo | Data di nascita  | Nazionalità sportiva |
| -- | ------------------- | ----- | ---------------- | -------------------- |
| 1  | Blair Bann          | L     | 26 febbraio 1988 | Canada               |
| 5  | Dennis Barthel      | S     | 21 marzo 1996    | Germania             |
| 6  | Georg Klein         | C     | 22 agosto 1991   | Germania             |
| 7  | Oskar Klingner      | C     | 15 marzo 1991    | Germania             |
| 8  | Steven Hunt         | S     | 16 aprile 1990   | Canada               |
| 9  | Marvin Prolingheuer | S/O   | 29 giugno 1990   | Germania             |
| 10 | Matthias Pompe      | S     | 15 febbraio 1984 | Germania             |
| 11 | Davic Meder         | C     | 17 ottobre 1992  | Germania             |
| 13 | Sebastián Gevert    | S/O   | 23 giugno 1988   | Cile                 |
| 14 | Jaromir Zachrich    | C     | 14 aprile 1985   | Germania             |
| 15 | Ciaran McGovern     | P     | 5 giugno 1989    | Canada               |
| 17 | Tomáš Kocian        | P     | 27 marzo 1988    | Germania             |
| 18 | Jan-Philipp Marks   | S     | 3 aprile 1992    | Germania             |